# بروس شامبرلين
بروس شامبرلين هو سياسي أسترالي، ولد في 9 أغسطس 1939، وتوفي في 1 أكتوبر 2005. انتخب عضو المجلس التشريعي الفيكتوري ‏.